# Zelia mira
Zelia mira là một loài ruồi trong họ Tachinidae.